# Hockey Novara 1980-1981
Questa voce raccoglie le informazioni riguardanti l'Hockey Novara nelle competizioni ufficiali della stagione 1980-1981.

## Maglie e sponsor
Lo sponsor ufficiale per la stagione 1980-1981 fu l'industria Irge di Turbigo.
| 1ª divisa | 1ª div. portiere |

## Rosa
| N° | Naz.                  | Ruolo | Sportivo           |  |  |  |
| -- | --------------------- | ----- | ------------------ |  |  |  |
|    | Italia (bandiera)     | P     | Claudio Ario       |  |  |  |
|    | Italia (bandiera)     | E     | Roberto Borrini    |  |  |  |
|    | Portogallo (bandiera) | E     | Jorge Da Costa     |  |  |  |
|    | Italia (bandiera)     | E     | Dionigi De Grandis |  |  |  |
|    | Italia (bandiera)     | E     | Pier Carlo Ferrari |  |  |  |
|    | Italia (bandiera)     | E     | Silvio Ghibaudi    |  |  |  |
|    | Italia (bandiera)     | P     | Piergiorgio Givoni |  |  |  |
|    | Italia (bandiera)     | E     | Diego Lodigiani    |  |  |  |
|    | Italia (bandiera)     | E     | Mauro Rollino      |  |  |  |

- Allenatore:  Giovanni Innocenti